# Porn star martini

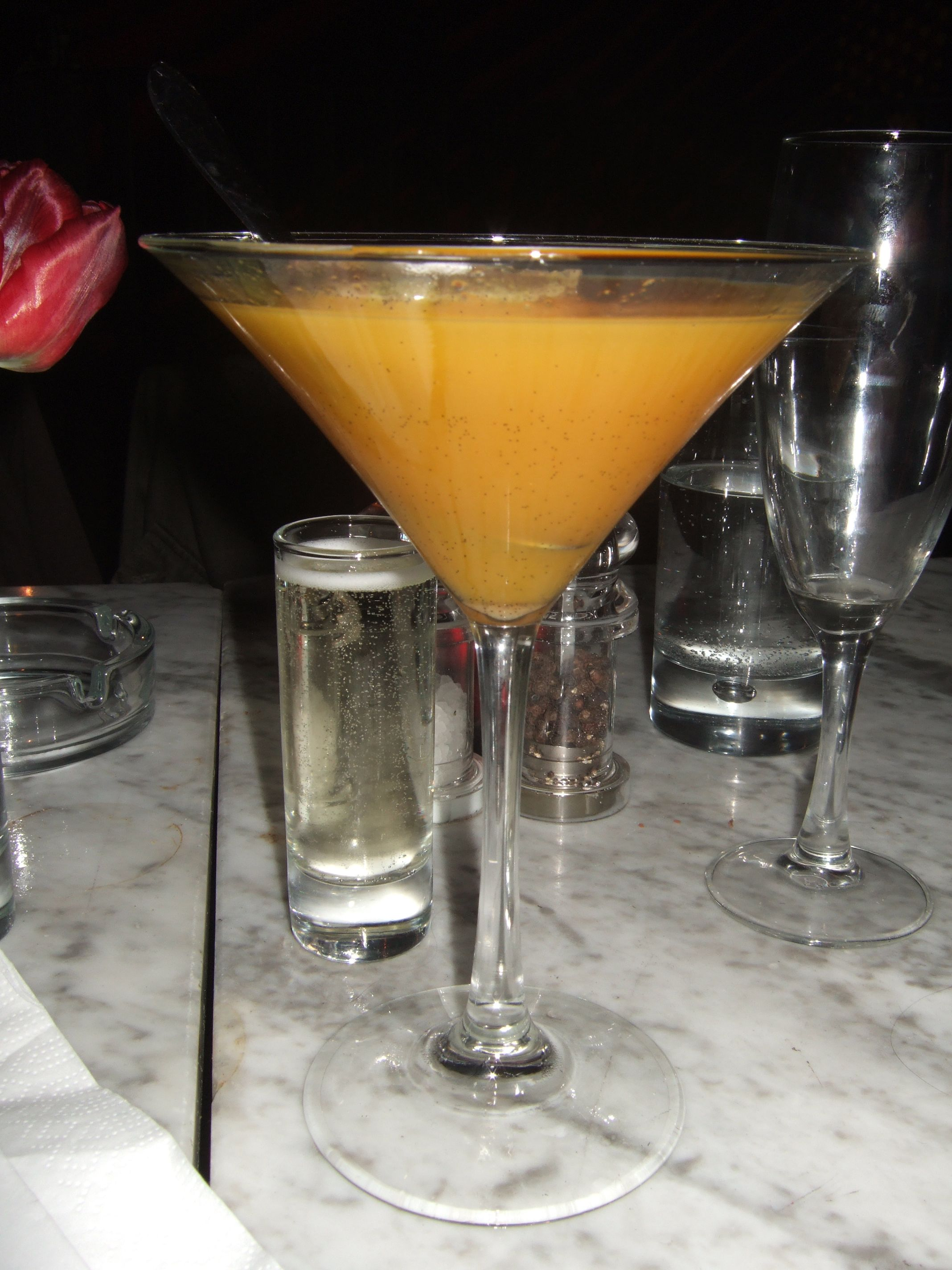
Porn star martini cocktail

Porn star martini – koktajl alkoholowy na bazie wódki o smaku waniliowym z dodatkiem Passoã, sokiem z marakui i sokiem z limonki. Tradycyjnie podawany jest z kieliszkiem zimnego wina musującego. 

## Historia
Porn star martini został stworzony przez Douglasa Ankraha (1970–2021), w jego barze Townhouse w Londynie w Wielkiej Brytanii w 2002 roku. Według Ankraha inspirował się wizytą w klubie ze striptizem Mavericks Revue Bar Gentlemen's Club w Kapsztadzie w Południowej Afryce. W 2018 został ogłoszony jako najczęściej zamawiany drink w Wielkiej Brytanii.

## Nazwa
Mimo nazwy, nie jest martini. 
Mimo że nazwa okazała się kontrowersyjna, Ankrah zaprzeczał, aby kontrowersja była celowa. W wywiadach Ankrah stwierdził, że użył określenia "porn star" w nazwie, aby określić drink jako stylowy i pewny. Ankrah zaprzeczał, aby był fanem pornografii albo idolizował jakąkolwiek gwiazdę porno.
W 2019 brytyjski detalista Marks & Spencer zmienił nazwę produktów Porn Star Martini na Passion Star Martini reagując na zarzuty o promowaniu pornografii.

## Składniki
- wódka waniliowa - 60 ml
- wino musujące - 60 ml
- Passoã - 15 ml
- puree z marakui - 15 ml lub 1 i pół świeżej marakui
- sok z limonki - 15 ml
- syrop cukrowy - 15 ml
- lód

## Przepis
Do szejkera należy dodać puree z marakui lub miąższ ze świeżego owocu, wódkę waniliową, sok z limonki, likier Passoã oraz syrop cukrowy. Zawartość należy wymiksować razem z lodem, następnie wlać do kieliszka. Szampan podawany jest osobno w małym kieliszku.